# 斯维亚托斯拉夫·奥利戈维奇
斯维亚托斯拉夫·奥利戈维奇（俄语：Святослав Ольгович，？—1164年），古罗斯王公。他曾任诺夫哥罗德公爵（1136年~1138年，1139年~1141年）；库尔斯克王公（1138年~1139年）；别尔哥罗德王公（1141年）；诺夫哥罗德-谢韦尔斯基公爵（1141年~1157年）；切尔尼戈夫公爵（1154年~1155年；1157年~1164年）。
斯维亚托斯拉夫·奥利戈维奇为切尔尼戈夫王公奥列格·斯维亚托斯拉维奇之子，基辅大公斯维亚托斯拉夫二世·雅罗斯拉维奇之孙。1139年，他帮助其兄弗谢沃洛德二世·奥利戈维奇取得基辅大公之位。
斯维亚托斯拉夫·奥利戈维奇曾企图夺取佩列亚斯拉夫王公安德烈·弗拉基米罗维奇的领地，但未能得逞。1146年弗谢沃洛德二世去世后，斯维亚托斯拉夫的另一个兄弟伊戈尔二世·奥利戈维奇短暂地成为大公，但很快被伊贾斯拉夫二世·姆斯季斯拉维奇赶出基辅。伊贾斯拉夫二世对伊戈尔和斯维亚托斯拉夫展开军事行动，斯维亚托斯拉夫被迫逃走，而伊戈尔在1147年被伊贾斯拉夫二世杀害。斯维亚托斯拉夫因而积极支持苏兹达尔王公长手尤里打击伊贾斯拉夫二世。在争夺基辅大公公位的封建混战中，他是尤里最主要的同盟者。编年史上最早提到莫斯科这一地名，即是在1147年，斯维亚托斯拉夫·奥利戈维奇与长手尤里在此地会盟。
1154年，斯维亚托斯拉夫·奥利戈维奇因协助伊贾斯拉夫三世·达维多维奇当上基辅大公，从后者手里获得了切尔尼戈夫的公位。
| 斯维亚托斯拉夫·奥利戈维奇 留里克王朝出生于：？逝世於：1164年 | 斯维亚托斯拉夫·奥利戈维奇 留里克王朝出生于：？逝世於：1164年 | 斯维亚托斯拉夫·奥利戈维奇 留里克王朝出生于：？逝世於：1164年 |
| 統治者頭銜                                                   | 統治者頭銜                                                   | 統治者頭銜                                                   |
| ------------------------------------------------------------ | ------------------------------------------------------------ | ------------------------------------------------------------ |
| 前任： 弗谢沃洛德·姆斯季斯拉维奇                             | 诺夫哥罗德王公 1136年－1138年                                | 繼任： 罗斯季斯拉夫·尤里耶维奇                               |
| 前任： 罗斯季斯拉夫·尤里耶维奇                               | 诺夫哥罗德王公 1139年－1141年                                | 繼任： 罗斯季斯拉夫·尤里耶维奇                               |
| 前任： 伊贾斯拉夫三世·达维多维奇                             | 切尔尼戈夫公爵 1154年－1155年                                | 繼任： 伊贾斯拉夫三世·达维多维奇                             |
| 前任： 伊贾斯拉夫三世·达维多维奇                             | 切尔尼戈夫公爵 1157年－1164年                                | 繼任： 斯维亚托斯拉夫·弗谢沃洛多维奇                         |
| 前任： 奧列格·斯維亞托斯拉維奇                               | 诺夫哥罗德-谢韦尔斯基公爵 1141年－1157年                     | 繼任： 斯维亚托斯拉夫·弗谢沃洛多维奇                         |